# Giuseppe Monti
 (mars 2024).
Giuseppe Monti, né le 27 novembre 1682 à Bologne et mort dans cette même ville le 29 février 1760, est un botaniste italien, professeur d’histoire naturelle à l’université de Bologne.

## Biographie
Giuseppe Monti naquit à Bologne en 1682. Accoutumé dès sa plus tendre jeunesse à la culture des plantes médicinales, il voulut connaître avec exactitude toutes celles qu’il voyait mentionnées par les auteurs. Ses lectures, le soin qu’il prit de rassembler un grand nombre de plantes dans un jardin qui lui appartenait, ses excursions sur tous les points du territoire bolonais et sur la chaîne voisine des Alpes, le rendirent tellement habile que plusieurs professeurs distingués d’Italie et des pays étrangers eurent plus d’une fois recours à ses lumières. Il menait de front avec la botanique l’étude des autres branches de l’histoire naturelle ; et il avait formé une collection de minéraux, de pierres et de coquillages, qu’il ne cessa d’enrichir qu’au moment où il fut chargé de la direction du musée de l’institut de Bologne. Il remplit en 1720 une chaire d’histoire naturelle, et une autre de matière médicale en 1736. Marsigli ayant fait don au sénat, en 1727, de quatorze caisses qu’il avait rapportées de la Hollande et qui contenaient des objets précieux pour la zoologie et la botanique, Monti en fit le classement avec son fils Gaetano, qui lui fut adjoint à dix-sept ans, et qui à cet âge s’était déjà fait connaître avantageusement des savants. Monti coula des jours heureux au milieu d’un jardin botanique confié à ses soins, et il termina sa laborieuse carrière le 4 mars 1760.

## Œuvres
- De monumento diluviano nuper in agro Bononiensi detecto dissertatio, Bologne, 1719, in-4°, fig. L’auteur, dans les deux premiers chapitres, expose l’état du globe, avant et après le déluge, et reproduit fort succinctement quelques-unes des idées de Burnet, de Woodward, J.-J. Scheuchzer et autres. Dans le troisième chapitre, après avoir cité comme une des preuves du déluge la présence dans les montagnes d’une grande quantité de corps marins et autres pétrifiés, il décrit le monument qui lui a donné l’idée de sa dissertation. Ce monument, également pétrifié, et dont il donne le dessin, est une portion d’une tête de morse, ou vache marine, trouvée par un paysan.
- Catalogi stirpium agri Bononiensis Prodromus gramina ac hujus modi affinia complectens, etc., Bologne, 1719, in-4°, fig. Ce très-petit ouvrage est divise en plantes graminifoliées, qui sont les céréales, les cypéracées, le jonc, la massette ; et en graminées proprement dites, telles que l’ivraie, le phalaris, le panic, l’avoine, etc. On n’y trouve ni méthode, ni tableaux ; et il ne peut être utile que comme offrant des matériaux pour cette portion de la flore du pays. Ce travail est donc loin d’offrir les avantages des graminées de Ray et de Tournefort. L’Agrostographie de J.-J. Scheuchzer parut la même année, mais plus tard. Monti ne cite que le prodrome de cet auteur.
- Plantarum varii indices ad usum demonstrationum quæ in Bononiensis archigymnasii publico horto quotannis habentur, ibid., 1724, in-4°. Sous ce titre l’on trouve réunis :
  - une histoire fort succincte de la botanique, dans laquelle l’auteur mentionne plus particulièrement les Italiens et les directeurs du jardin botanique de l'université de Bologne, et qui contient quelques détails intéressants ;
  - Plantarum genera a botanicis instituta juxta Tournefortis methodum ad proprias classes relata ;
  - Index plantarum quæ in medicum usum recipi solent ;
  - Plantarum elenchi in classes dispartiti, juxta facultates quibus in re medica pollent. Ce sont de simples catalogues sans phrases.
- Exoticorum simplicium medicamentorum varii indices, etc., ibid., 1724, in-4°[1] ;
- une douzaine de mémoires dans le Recueil de l’institut de Bologne. Micheli a donné le nom de Montia à un genre de la famille des portulacées.